# Unifor
Unifor (sigle provenant de l'expression anglaise « Union for Canada », traduite par « Syndicat pour le Canada ») est le plus grand syndicat du secteur privé au Canada. L'organisation a été officiellement formée le 31 août 2013, lors de son congrès de formation à Toronto, par l'union de deux grands syndicats canadiens : Travailleurs canadiens de l'automobile et Syndicat canadien des communications, de l’énergie et du papier (en).
L'organisation représente plus de 320 000 travailleurs répartis dans divers secteurs: aérospatiale, mines, pêches, automobile, assemblage de véhicules spécialisés, pièces d’automobiles, hôtels, transport aérien et ferroviaire, énergie, foresterie, éducation, restauration et jeu, commerces de détail, transport routier, médias, communications, soins de la santé, fabrication, construction navale et d’autres secteurs de l’économie.
Depuis 2022, la présidente nationale est Lana Payne.

## Structure
Unifor est structuré pour permettre une gouvernance démocratique et assurer la représentation de ses membres à travers le Canada.
- Le congrès est l’instance décisionnelle suprême d’Unifor. Tenu tous les trois ans, il regroupe les délégués des sections locales pour adopter ou modifier les statuts, élire les dirigeant.e.s nationaux et directrices et directeurs régionaux, et adopter les politiques et mesures nécessaires à la gouvernance du syndicat.
- Le Conseil exécutif national, composé de 26 membres, prend les décisions entre les congrès.
- Le Conseil canadien, tenu annuellement lorsqu’il n’y a pas de congrès, vise à poursuivre les orientations adoptées en congrès. Il peut élire des dirigeants à des postes vacants, choisir les dirigeantes et dirigeants des conseils industriels lorsque leur mandat arrive à échéance, et adopter des résolutions liées aux campagnes syndicales ou politiques.
- Les sections locales, au nombre de plus de 700, représentent les membres à travers le pays. Elles bénéficient d’une large autonomie pour gérer leurs affaires tout en respectant les statuts nationaux d’Unifor.

## Unifor au Québec
Au Québec, Unifor représente environ 55 000 membres et est affilié à la Fédération des travailleurs et travailleuses du Québec (FTQ), la plus grande centrale syndicale de la province.
Depuis avril 2022, la direction québécoise du syndicat est assurée par Daniel Cloutier, un militant syndical actif depuis 1989. Il a occupé divers rôles au sein du Syndicat canadien des communications, de l’énergie et du papier (SCEP) avant de rejoindre Unifor lors de sa création en 2013.
Le Conseil québécois constitue l’instance décisionnelle principale du syndicat au Québec. Il regroupe les sections locales de la province et oriente leurs activités conformément aux politiques nationales. Le Conseil élit son exécutif, établit des comités permanents sur des enjeux tels que la santé et sécurité, la condition féminine, l’environnement et l’action politique, et adopte des résolutions adaptées au contexte québécois.